# Гърло (село)
Вижте пояснителната страница за други значения на Гърло.
Гъ̀рло е село в Западна България. То се намира в община Брезник, област Перник.

## География
Село Гърло е разположено в котловинна местност, в полите на Гребен планина до град Брезник. Надморската височина е 823 м. Климатът е умерено-континентален, планински, със сурови зими и прохладни лета. Населението на селото наброява около 70 души.

## Етимология на името
Според местните хора селото носи това име, защото се намира в т.нар. „гърловина“. Планините, обграждащи селото, образуват тази гърловина точно на мястото, където се намира селото. Според тях, името на селото е Гърло „от край време“.
През Средновековието името на селото е Гръло – така е изписано в Попстефановия поменик от XVIII в.
Според едно от обясненията името на с. Гърло идва от дълбокия древен храм-кладенец, който се намира в покрайнините на сегашното село. 

## История
Село Гърло е възникнало в близост до праисторическо селище, което е било изградено източно от сегашното село, от двете страни на пътя за Брезник, на левия бряг на река Конска. При теренни проучвания са намерени силно повредени фрагменти от Неолитната епоха.
На високия скалист бряг на Красавската река се намират единични фрагменти от праисторическа керамика. Въз основа на декоративните мотиви и инкрустации тези фрагменти са отнесени към къснобронзовата епоха.
Днес теренът, където се е намирало древното селище е залесен, ето защо е трудно да се определи обхвата му. То е било изградено в близост над праисторическото светилище – храм-кладенец от същата епоха и без съмнение е било свързано с него. Този факт, както и внушаващите скални масиви от местността Кула са свързани със соларния култ, което кара историците и археолозите да допускат че селището е било силно свързано с двете си светилища.
На източния склон на един от дяловете на Гребен планина, над Красавската река, в местността Пусто гърло при археологически проучвания са открити следи от друго праисторическо селище. На високия скалист бряг на Красавска река се намират единични фрагменти от праисторическа керамика. Между дебелостенната, сивочерна, груба керамика има и фрагменти от широкоотворени купи, декорирани с изрязани орнаменти, изпълнени с бяла пазстозна материя. Въз основа на декоративните мотиви и на инкустрационната декоративна техника тези фрагменти археолозите отнасят към Къснобронзовата епоха.
Праисторическото светилище – храм-кладенец, е открит при разкопки през 1972 г. от екип работещ под ръководството на проф. д-р Димитрина Митова-Джонова в местността Пусто Гърло на северния дял на Гребен, под връх Кула при с. Гърло. Проф. Митова-Джонова датира съоръжението от ХІІ-Х век пр. Хр. и го свързва с културата Нураги, от която най-голям брой запазени паметници, тип „нураг“, днес има на о-в Сардиния, Италия.
Съоръжението е изградено в уютна малка котловина, която е била осеяна с много извори през праисторически времена. Южната част от храм-кладенеца е вкопана в земята. Коридор (дромос) с дължина седем метра, с тринадесет каменни стъпала отвежда в кръгла зала (толос), в чийто център над извора е изграден кладенец с дълбочина 5 метра. Толосът (кръглата зала) има полусферично куполно покритие с опейон в центъра. Дромосът (коридорът) е покрит с фалшив свод. Над конзолно издадените стени на дромоса, над западната му част, пред входа на толоса е изградено стъпаловидно, мегалитно покритие. В стените на дромоса има по една ниша.
В източния край на селото в двора на Асен Дънков при изкопи за строеж са разкрити останки от антична сграда. От разкопаната стена на градежа са разчистени близо 3 м. без да бъде разкрито начало или край. На място са открити фрагменти от антична керамика и една малка стомна. Тези данни, разкриват, че в дълбочина под земния насип се намира голяма антична сграда. По всяка вероятност тя е била част от по-голям архитектурен комплекс, вероятно антична вила рустика.
В източния карай на с. Гърло, недалеч от тази сграда в местността Каляница се намират останките на надгробна могила, която е била некрополът на обитателите на вилата. От могилата преди години са извадени скелет и големи каменни блокове, може би от разрушена гробница.
На терена около могилата, на дълбочина 0,5 0,6 м. археолозите са открили единични погребения и гробници, изградени от тухли с хоросанова спойка. Днес над земята е запазена самата могила.
На около 2 км северно от селото, на източния край от северния дял на Гребен, над Красавската река на връх Кула е била разположена късноантична крепост. На скалистия връх, с подчертано стратегическо местоположение, през Късната античност е изградена крепост, която е обхващала площ от около 10 дка. Днес по-голямата част от крепостта е обхваната от новозалесена гора. Теренът е осеян с иманярски изкопи, които разкриват на отделни места части от стени, изградени от ломен камък с хоросанова спойка. При градежа са употребени и тухли. Над терена ясно се очертават посоки на стени и отделни помещения, маркирани от изкопите при изваждането на строителния материал от сградите.

## Религии
От 30 години в с. Гърло нямат поп. След като местният духовник починал старата църква „Св.Иван Рилски“ била затворена.
Местните хора често съжаляват, че няма къде да запалят свещ или да се помолят на Господ.
В село Гърло, до 1944 г. е бил единственият и един от най-почитаните свещеници в цялата околия! Казва се Петър Мартинов Котев. Гробът му се намира, залепен на югоизточната страна на храма „Св. Иван Рилски“. Самата църква е построена под негов натиск и състоятелност в епархията. Никой днес не споменава за него и наследниците му, които всички ги знаят от местните и ги наричат: „Поповите“!

## Културни и природни забележителности
Непосредствено над селото се намира язовир Красава. Водоемът се използва се за водоснабдяване на Брезник и околните села, но е и много популярен сред любителите на риболова.
Изключително популярен сред любителите на историята и старините е мегалитният храм-кладенец, създаден преди около 3000 години (Бронзовата епоха). Архитектурата му е забележителна за времето си, а градежът е един от най-старите на Балканския полуостров. Състоянието му е лошо заради набезите на иманярите. Съоръжението е археологически проучено през 70-те години от екип ръководен от Проф.Димитрина Митова-Джонова.

### Храм-кладенецът
Мегалитното прототракийско светилище  – куполен подземен храм-обсерватория на слънцето и небето е открит през 1972 г. от Професор Доктор Димитрина Митова-Джонова. Тя датира храма-кладенец от ХІІ-Х век пр. Хр. и го свързва с културата Нураги, от която най-голям брой запазени паметници, тип „нураг“, днес има на о-в Сардиния, Италия. Извън Сардиния подобни градежи са рядкост: с. Гърло (България), п-в Крим (Украйна) и Палестина. Фактът, че култовото съоръжение е почти изцяло запазено, прави от него уникален исторически паметник с огромна важност за културно-историческото наследство на България.
За популяризирането на храм-кладенеца последните няколко години упорито се грижи Инж.Любомир Цонев и проектът му Балкански Мегалити.
Храм-кладенецът край село Гърло е изключителен по значение археологичен обект за националното и световното културно наследство. В процеса на експонирането му през 80-те години на ХХ век малко е нарушен автентичният му вид, но това не пречи да е запазен все пак в относително добро състояние. От 1989 година храм-кладенецът е изоставен съвършено без грижа от компетентните власти и институции. Навесът над него рухва през 2008 година. Мястото не се популяризира; пътят до него не е маркиран с кафява табела за исторически паметник, също така, обектът не се охранява, което допринася много за разрушаването му от недобросъвестни посетители. Мястото не се поддържа и обраства с паразитна растителност.
Липсва каквато и да е информация за посетителите.
Към средата на 2013 г. състоянието на уникалния археологически обект е лошо. Непрекъснато е посещаван от иманяри, които го разрушават в опитите си да намерят ценни артефакти, без да знаят, че археолозите никога не са намирали каквито и да е ценни находки или злато в близост до подобни обекти. Спешна е нуждата от възстановяване на навеса, който е разрушен от недобросъвестни лица.

### Римската баня
При проведени археологически разкопки през 1972 г. на праисторическия храм-кладенец е разкрита и масивна римска баня, която се намира на около 70 метра от мястото на храма. С оглед по-добрата консервация на обекта археолозите разкриват само вътрешното пространство на сградата. Обемноплановото решение на банята е подчинено на основните принципи на римската архитектура. Тя се състои от четири помещения, свързани едно с друго. Сградата е изградена изцяло от ломен камък и хоросанова спойка. Това е първата Римска баня, открита в България, при строежа на която са открити глинени тръбички, употребени за сводовата конструкция.
Уникалният археологически обект е изоставен без грижа от съответните институции.

### Средновековно Християнско гробище
Християнските надгробни паметници са разположени веднага след махала Старо Гърло по черния път за микроязовир Красава. Тези стари каменни паметници представляват кръст вписан в окръжност. Тези български надгробни и оброчни кръстове с форма наричана богомилски, ирландски, катарски и тамплиерски кръст са характерни за цяла Западна България до Солун.
Местните хора твърдят, че гробището е поне на възраст от пет столетия. Някои от тях твърдят, че дедите им са наричали мястото „латинското гробище“. Вероятно мястото е било използвано и в по-ново време, защото върху един от кръстовете се чете годината 1882. 
Интересно е, че повечето кръстове на територията на старото гробище са от типа на т.нар. „келтски кръстове“. Кръговият надгробен паметник, представлява каменен диск, увенчаващ паралелепипеден стълб, една трета от който е забита в земята. Върху лицевата страна на диска, която е обърната към гроба, най-често е моделиран в камъка кръг с вписан в него равнораменен кръст – пластичен израз на възгледа за четирите основни елемента на Вселената. Той е популярен в изкуството като хоризонтален модел на Света с четирите основни посоки, а също и като идеограма на Слънцето.
Подобен тип кръстове има разположени до с.Расник, с.Зидарци, Брезнишко бърдо, с. Планиница и с.Вискяр. В последно време някои автори изказват мнение за връзката на тези християнски надгробни паметници с богомилските и катарските общества в Европа през Средновековието.  Близостта на старото гробище до слънчевото светилище на близкия скален масив, ползвано по времето на древните траки, говори в подкрепа на тези научни хипотези.

### Светилища, средновековна българска църква и крепости
На скалния венец стърчащ непосредствено северно над Средновековното гробище е открито древно Слънчево скално светилище, срещу Римската баня са руините на средновековна българска църква, а над Мегалитния подземен храм са останките на късноантичната крепост Кула и надземното светилище над нея в едноименната ѝ местност на рида Црънча на Завалската планина, а на съседния му рид Брезнишки Гребен, в северозапазния му край над язовира на река Касава, са праисторическото и средновековно укрепено селище на връх Плешивец (938 м), над него е голямата късноантична и средновековна крепост Градище на връх Видришки камък (наричан и връх Калето 1064 м), но всички те не са окончателно проучени и консервирани и са подложени на набезите на иманяри.

## Нова История
През 2006 г. се конструират нови обори и се създава се нова конеферма, която разполага и със 17 хектара пасища. Там се отглеждат Чистокръвни арабски коне и в нея има 28 коня, от които 16 са кобили майки, 7 жребеца и 5 кончета. Конефермата затваря врати през 2010 – 2011 г. след съдебен спор за имот до обекта. 

## Личности
Родени в Гърло
Йордан андреев икономист шахматист любомир андреев-д-р професор в Берлин* Невена Тошева, режисьор

## Фотогалерия
- Надгробен кръст от старото гробище
- Луната изгрява над слънчевото светилище до с. Гърло
- Старата табела до гробището
- Входът на храм-кладенеца
- Повреден средновековен надгробен паметник
- Вътрешността на храм-кладенеца
- Изглед от микроязовир Красава
- Изглед към Старото Християнско гробище
- Старият орех до гробището
- Средновековен надгробен паметник
- Средновековен надгробен паметник
- Изглед към старото гробище
- Средновековен надгробен паметник
- Слънчевото светилище (фрагмент)
- Слънчевото светилище (фрагмент)
- Самотният надгробен кръст на слънчевото светилище